# B.J. Penn
Jay Dee "B.J." Penn (ur. 13 grudnia 1978 w Kailua na Hawajach) – amerykański zawodnik brazylijskiego jiu-jitsu i mieszanych sztuk walki (MMA). Pierwszy w historii nie-Brazylijczyk, który zdobył mistrzostwo świata w brazylijskim jiu-jitsu. Były mistrz UFC w wadze lekkiej i półśredniej. Jest drugim w historii UFC zawodnikiem, któremu udało się zdobyć tytuł mistrzowski w dwóch różnych kategoriach wagowych (pierwszym był Randy Couture). Dwukrotny trener w reality show The Ultimate Fighter oraz członek Galerii Sław UFC.

## Kariera w BJJ
Brazylijskie jiu-jitsu zaczął trenować w 1997 roku. W 2000 roku otrzymał czarny pas. Kilka tygodni później zdobył mistrzostwo świata w wadze piórkowej (-70 kg), zostając pierwszym w historii zawodnikiem spoza Brazylii, który wywalczył złoty medal w kategorii czarnych pasów.

## Kariera MMA

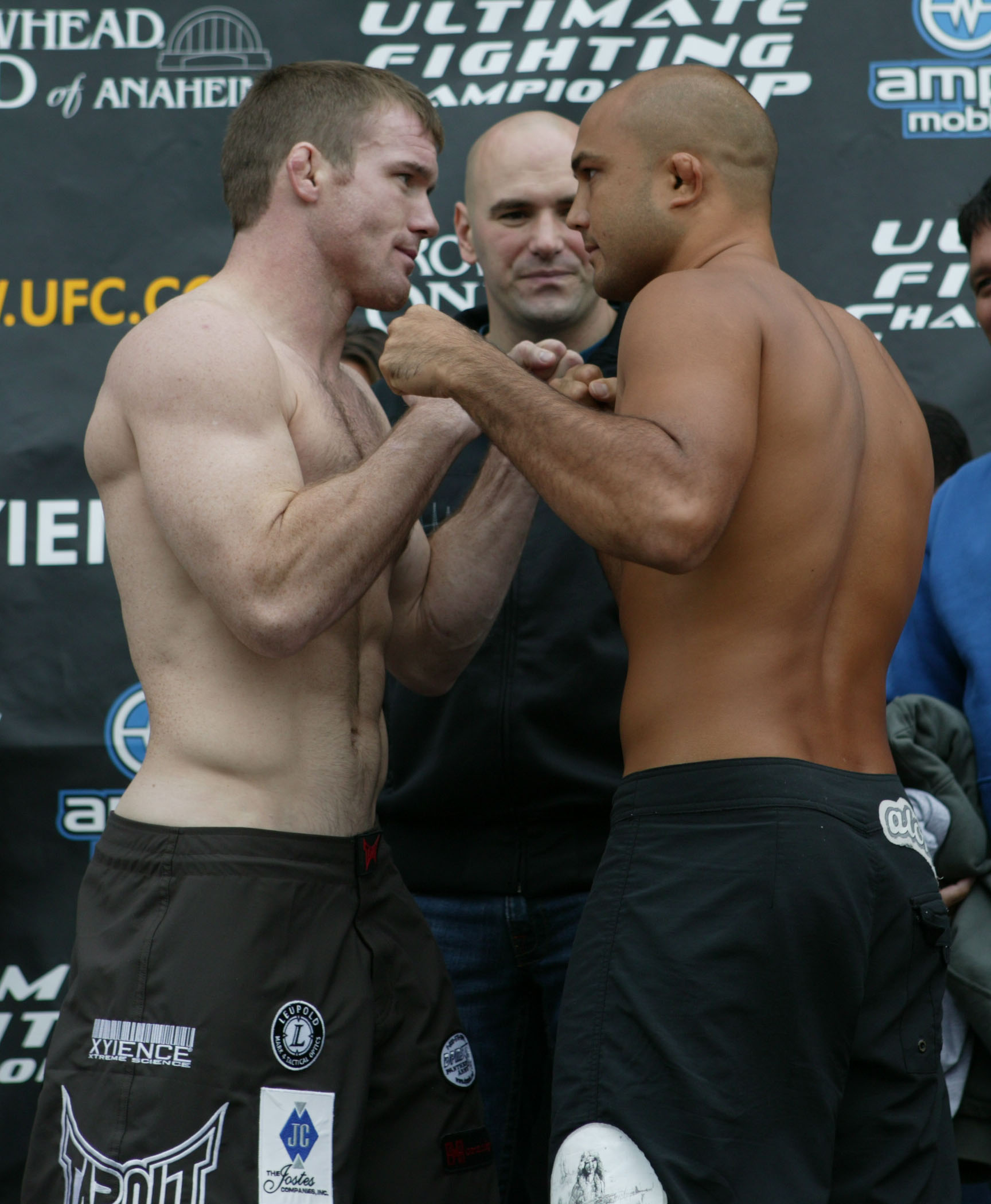
B.J. Penn (po prawej) i Matt Hughes

Po zwycięstwie na mundialu BJJ zainteresował się MMA i podjął trening przekrojowy (m.in. zaczął ćwiczyć boks). W maju 2001 roku stoczył swój pierwszy zwycięski pojedynek w UFC, wygrywając z Joeyem Gilbertem. Później dwukrotnie – w 2002 i 2003 roku – bezskutecznie walczył o mistrzostwo UFC w wadze lekkiej. W końcu w 2004 roku wywalczył swój pierwszy pas mistrzowski – w wadze półśredniej – pokonując Matta Hughesa poprzez duszenie w pierwszej rundzie. Po tej walce odszedł z UFC, za co odebrano mu mistrzostwo. Startował następnie dla organizacji Rumble on the Rock i FEG w różnych kategoriach wagowych, wygrywając m.in. z dwoma członkami słynnej rodziny Gracie − Rodrigo i Renzo.
Do UFC powrócił w 2006 roku. Po nieudanej próbie odebrania Hughesowi tytułu w kategorii półśredniej zrzucił wagę, by walczyć w wadze lekkiej. W styczniu 2008 roku, pokonując przez duszenia Joego Stevensona, wywalczył pas mistrzowski UFC w tej wadze, który następnie trzykrotnie obronił. W międzyczasie ponownie bez powodzenia starał się zdobyć pas w wadze półśredniej – tym razem został pokonany przez Georges’a St-Pierre’a. 10 kwietnia 2010 roku w czwartej obronie pasa został pokonany przez decyzję sędziów przez Franka Edgara. Cztery miesiące później znów z nim przegrał w mającym jednostronny przebieg rewanżu (45-50, 45-50, 45-50).
W listopadzie 2010 roku przeszedł ponownie do wagi półśredniej, aby zmierzyć się w trzeciej walce z Mattem Hughesem. Podczas UFC 123 pokonał go przez nokaut w 21. sekundzie pojedynku. 29 października 2011 roku przegrał przez jednogłośną decyzję sędziów z Nickiem Diazem na UFC 137. Po tym pojedynku zasygnalizował zakończenie kariery, jednak ponownie w oktagonie pojawił się 8 grudnia na gali UFC on Fox 5, a rywalem jego był perspektywiczny Kanadyjczyk Rory MacDonald. Od samego początku Penn nie radził sobie z dużym zasięgiem ramion Kanadyjczyka, co konsekwentnie wykorzystywał sam MacDonald punktując kombinacjami bokserskimi przez cały pojedynek i wygrywając wyraźnie z Pennem jednogłośnie na punkty. Po gali prezydent UFC – Dana White zasugerował Pennowi zakończenie kariery. Mimo to, Penn postanowił kontynuować karierę, tocząc w lipcu 2014 trzeci pojedynek z Edgarem który jednak przegrał przez TKO w 3. rundzie.

## Inne informacje
B.J. to skrót od "Baby Jay" (mały Jay). Penn był tak nazywany od dziecka przez starszych braci.

## Osiągnięcia

### Mieszane sztuki walki
- 2003: Finalista turnieju UFC wagi lekkiej wraz z Caolem Uno
- 2003: mistrz Rumble on the Rock w wadze lekkiej
- 2004: mistrz UFC w wadze półśredniej
- 2008–2010: mistrz UFC w wadze lekkiej
- Członek Galerii Sław UFC

### Grappling
- Mistrzostwa Świata IBJJF
  - 1998: 2. miejsce w kat. 70 kg (niebieskie pasy)
  - 1999: 3. miejsce w kat. 76 kg (brązowe pasy)
  - 2000: 1. miejsce w kat. 70 kg (czarne pasy)

## Lista zawodowych walk MMA
| Wynik   | Bilans  | Przeciwnik (bilans przed walką) | Rozstrzygnięcie                     | Runda | Czas | Rozgrywki                           | Data       | Miejsce         | Uwagi                                                                                  |
| ------- | ------- | ------------------------------- | ----------------------------------- | ----- | ---- | ----------------------------------- | ---------- | --------------- | -------------------------------------------------------------------------------------- |
| Porażka | 16-14-2 | Clay Guida (34-18)              | Decyzja (jednogłośna)               | 3     | 5:00 | UFC 237                             | 11.05.2019 | Rio de Janeiro  |                                                                                        |
| Porażka | 16-13-2 | Ryan Hall (6-1)                 | Poddanie (skrętówka)                | 1     | 2:46 | UFC 232                             | 29.12.2018 | Inglewood       | Powrót do wagi lekkiej                                                                 |
| Porażka | 16-12-2 | Dennis Siver (22-11)            | Decyzja (większościowa)             | 3     | 5:00 | UFC Fight Night: Chiesa vs. Lee     | 25.06.2017 | Oklahoma City   |                                                                                        |
| Porażka | 16-11-2 | Yair Rodríguez (10-1)           | TKO (ciosy pięściami)               | 2     | 0:24 | UFC Fight Night: Rodríguez vs. Penn | 15.01.2017 | Phoenix         |                                                                                        |
| Porażka | 16-10-2 | Frankie Edgar (16-4-1)          | TKO (ciosy pięściami)               | 3     | 4:16 | The Ultimate Fighter 19 Finale      | 06.07.2014 | Las Vegas       | Debiut w wadze piórkowej                                                               |
| Porażka | 16-9-2  | Rory MacDonald (13-1)           | Decyzja (jednogłośna)               | 3     | 5:00 | UFC on Fox: Henderson vs Diaz       | 08.12.2012 | Seattle         |                                                                                        |
| Porażka | 16-8-2  | Nick Diaz (25-7)                | Decyzja (jednogłośna)               | 3     | 5:00 | UFC 137                             | 29.10.2011 | Las Vegas       | Eliminator do walki o pas mistrzowski UFC w wadze półśredniej. Bonus za walkę wieczoru |
| Remis   | 16-7-2  | Jon Fitch (24-3)                | Remis (większościowy)               | 3     | 5:00 | UFC 127                             | 27.02.2011 | Sydney          |                                                                                        |
| Wygrana | 16-7-1  | Matt Hughes (45-7)              | KO (ciosy pięściami)                | 1     | 0:21 | UFC 123                             | 20.11.2010 | Auburn Hills    | Powrót do wagi półśredniej. Bonus za nokaut wieczoru                                   |
| Porażka | 15-7-1  | Frankie Edgar (13-1)            | Decyzja (jednogłośna)               | 5     | 5:00 | UFC 118                             | 28.08.2010 | Boston          | Walka o mistrzostwo UFC w wadze lekkiej                                                |
| Porażka | 15-6-1  | Frankie Edgar (12-1)            | Decyzja (jednogłośna)               | 5     | 5:00 | UFC 112                             | 10.04.2010 | Abu Zabi        | Stracił mistrzostwo UFC w wadze lekkiej                                                |
| Wygrana | 15-5-1  | Diego Sanchez (21-2)            | TKO (walka przerwana przez lekarza) | 5     | 2:37 | UFC 107                             | 12.12.2009 | Memphis         | Obronił mistrzostwo UFC w wadze lekkiej                                                |
| Wygrana | 14-5-1  | Kenny Florian (11-3)            | Poddanie (duszenie zza pleców)      | 4     | 3:45 | UFC 101                             | 08.08.2009 | Filadelfia      | Obronił mistrzostwo UFC w wadze lekkiej. Bonus za poddanie wieczoru                    |
| Porażka | 13-5-1  | Georges St-Pierre (17-2)        | TKO (poddanie przez narożnik)       | 4     | 5:00 | UFC 94                              | 31.01.2009 | Las Vegas       | Walka o mistrzostwo UFC w wadze półśredniej                                            |
| Wygrana | 13-4-1  | Sean Sherk (33-2-1)             | TKO (ciosy pięściami)               | 3     | 5:00 | UFC 84                              | 24.05.2008 | Las Vegas       | Obronił mistrzostwo UFC w wadze lekkiej                                                |
| Wygrana | 12-4-1  | Joe Stevenson (28-7)            | Poddanie (duszenie zza pleców)      | 2     | 4:02 | UFC 80                              | 19.01.2008 | Newcastle       | Zdobył mistrzostwo UFC w wadze lekkiej. Bonus za poddanie wieczoru                     |
| Wygrana | 11-4-1  | Jens Pulver (21-7-1)            | Poddanie (duszenie zza pleców)      | 2     | 3:12 | The Ultimate Fighter 5 Finale       | 23.07.2007 | Las Vegas       | Powrót do wagi lekkiej                                                                 |
| Porażka | 10-4-1  | Matt Hughes (40-4)              | TKO (ciosy pięściami)               | 3     | 3:53 | UFC 63                              | 23.09.2006 | Anaheim         | Walka o mistrzostwo UFC w wadze półśredniej. Bonus za walkę wieczoru                   |
| Porażka | 10-3-1  | Georges St-Pierre (11-1)        | Decyzja (niejednogłośna)            | 3     | 5:00 | UFC 58                              | 04.03.2006 | Las Vegas       | Powrót do wagi półśredniej. Eliminator do walki o mistrzostwo UFC w wadze półciężkiej  |
| Wygrana | 10-2-1  | Renzo Gracie (10-5-1)           | Decyzja (jednogłośna)               | 3     | 5:00 | K-1 World Grand Prix Hawaii         | 29.07.2005 | Honolulu        | Walka w wadze półciężkiej                                                              |
| Porażka | 9-2-1   | Lyoto Machida (5-0)             | Decyzja (jednogłośna)               | 3     | 5:00 | HERO’S 1                            | 26.03.2005 | Saitama         | Walka w wadze otwartej. Penn ważył 86,5 kg, a Machida 102 kg                           |
| Wygrana | 9-1-1   | Rodrigo Gracie (5-0)            | Decyzja (jednogłośna)               | 3     | 5:00 | Rumble on the Rock 6                | 20.11.2004 | Honolulu        | Walka w wadze średniej                                                                 |
| Wygrana | 8-1-1   | Duane Ludwig (10-2)             | Poddanie (duszenie boczne)          | 1     | 1:45 | K-1 MMA ROMANEX                     | 22.05.2004 | Saitama         |                                                                                        |
| Wygrana | 7-1-1   | Matt Hughes (35-3)              | Poddanie (duszenie zza pleców)      | 1     | 4:39 | UFC 46                              | 31.01.2004 | Las Vegas       | Debiut w wadze półśredniej. Zdobył mistrzostwo UFC w wadze półśredniej                 |
| Wygrana | 6-1-1   | Takanori Gomi (14-1)            | Poddanie (duszenie zza pleców)      | 3     | 2:35 | Rumble on the Rock 4                | 10.10.2003 | Honolulu        | Zdobył mistrzostwo Rumble on the Rock w wadze lekkiej                                  |
| Remis   | 5-1-1   | Caol Uno (15-5-2)               | Remis (niejednogłośny)              | 5     | 5:00 | UFC 41                              | 28.02.2003 | Atlantic City   | Walka o mistrzostwo UFC w wadze lekkiej                                                |
| Wygrana | 5-1     | Matt Serra (6-1)                | Decyzja (jednogłośna)               | 3     | 5:00 | UFC 39                              | 27.09.2002 | Uncasville      |                                                                                        |
| Wygrana | 4-1     | Paul Creighton (3-0)            | TKO (ciosy pięściami)               | 2     | 3:23 | UFC 37                              | 10.05.2002 | Bossier City    |                                                                                        |
| Porażka | 3-1     | Jens Pulver (11-2-1)            | Decyzja (większościowa)             | 5     | 5:00 | UFC 35                              | 11.01.2002 | Uncasville      | Walka o mistrzostwo UFC w wadze lekkiej                                                |
| Wygrana | 3-0     | Caol Uno (13-4-2)               | KO (ciosy pięściami)                | 1     | 0:11 | UFC 34                              | 02.11.2001 | Las Vegas       | Eliminator do walki o mistrzostwo UFC w wadze lekkiej                                  |
| Wygrana | 2-0     | Din Thomas (12-1)               | TKO (ciosy pięściami)               | 1     | 2:42 | UFC 32                              | 29.06.2001 | East Rutherford |                                                                                        |
| Wygrana | 1-0     | Joey Gilbert (1-1-1)            | TKO (ciosy pięściami)               | 1     | 4:57 | UFC 31                              | 04.05.2001 | Atlantic City   | Debiut w MMA                                                                           |